# 2010 في تشيلي
فيما يلي قوائم الأحداث التي وقعت خلال عام 2010 في تشيلي.

## أحداث
- 5 أغسطس – حادثة انهيار منجم كوبيابو
- 27 فبراير – زلزال تشيلي 2010

## سياسة

### تعيين في المنصب
- 11 مارس – سبستيان بنييرا رئيس تشيلي.

### انتهاء فترة المنصب
- 11 مارس – ماريانو فرنانديز وزير الشؤون الخارجية في شيلي.
- 11 مارس – ميشال باشليت رئيس تشيلي.

## برامج ومسلسلات وأنمي
- 31 دقيقة

## وفيات

### يوليو
- 21 يوليو – لويس كورفالان (مواليد 1916) سياسي تشيلي.

### سبتمبر
- 23 سبتمبر – فرناندو رييرا (مواليد 1920) لاعب كرة قدم تشيلي.